# Szigetmonostor
Szigetmonostor es un pueblo húngaro perteneciente al distrito de Szentendre, condado de Pest.

## Superficie
Cuenta con una superficie de 23,51 km².

## Demografía
Hasta 2024 la población era de 2984 habitantes, con una densidad de población de 126,92 hab/km².
| Gráfica de evolución demográfica de Szigetmonostor entre 2020 y 2024 |
|                                                                      |
| Datos según la Oficina Central de Estadística de Hungría.            |